# Liste von Fahrgastreedereien in Berlin
Die Liste von Fahrgastreedereien in Berlin führt die in Berlin und Umgebung im 21. Jahrhundert auf den Berliner Gewässern aktiven Reedereien und Unternehmen bzw. Körperschaften des privaten Rechts auf. Sie betreiben zusammen um die 100 Fahrgastschiffe (Stand Sommer 2024). Die Liste erhebt keinen Anspruch auf Vollständigkeit.

## Einleitung
Die eingesetzten Schiffe verfügen zum Großteil über Antriebe mit Dieselmotoren, die wegen des vermuteten Rußpartikel-Ausstoßes in die Kritik der Umweltschützer geraten sind. Messungen auf einer Brücke an der Museumsinsel am 25. Juli 2014 haben gezeigt, dass eine bis zu 15-mal höhere Konzentration von Feinstaubpartikeln gegenüber den zulässigen Grenzwerten auftreten kann. Der Senat förderte daraufhin ein Pilotprojekt, mit dessen Hilfe die Reederei Stern und Kreis drei ihrer Schiffe mit Filtern ausrüstete. Freiwillig hat die Reederei Riedel das Schiff Spree-Diamant sogar mit zwei solcher Schutzanlagen ausgestattet. Das Schiff Kreuzberg erhielt im Jahr 2015 ebenfalls zwei Rußfilter. Mit diesen Anlagen können bis zu 97 Prozent der Schadstoffe zurückgehalten werden.
Trotz dieser ersten Maßnahmen ist innerhalb von vier Jahren die Verringerung der Staubpartikelbelastung nicht in großem Maße gelungen. Neuere Messungen im Sommer 2018 oberhalb der Weidendammer Brücke und mit einer Messfahrt hinter einem Passagierschiff im Auftrag des Verbandes der Elektroschifffahrt zeigten wieder um mehr als das Zehnfache erhöhte Werte, die die EU-Grenzwerte deutlich überschreiten. Das Umweltbundesamt hat errechnet, dass der Ausstoß schädlicher Stoffe durch den Schiffsverkehr – einschließlich Güterfahrten – rund 30 Prozent der Feinstaub- und Stickoxid-Belastung in Großstädten ausmacht. Der genannte Verband möchte erreichen, dass der Senat von Berlin die Vergabe von Steganlagen und die Genehmigung von Fahrtrouten stärker vom Umweltschutz abhängig macht; den Elektroschiffen sollen mehr Rechte eingeräumt werden. Die auf den Berliner Gewässern fahrenden rund 70 Schiffe der größeren Reedereien können bisher kaum mit Filtern nachgerüstet werden, weil es diese nicht für alle Schiffsmotoren gibt. Für die Filterproduzenten sei die Absatzmenge zu gering. Die Verbandsvertreter fordern mehr konkrete Maßnahmen durch den Senat.
Mit dem wachsenden Verkehrsaufkommen auch auf den Wasserstraßen rund um Potsdam und Berlin, dem traditionellen Fahrtgebiet der Weissen Flotte Potsdam hat das Unternehmen mit Saisonbeginn 2019 auf all ihren Schiffen den synthetischen, paraffinischen Kraftstoff Shell GTL Fuel Marine eingeführt. Die firmeneigene Tankstelle in Potsdam, die auch den Sportbooten zur Versorgung mit Kraftstoffen und Frischwasser zur Verfügung steht, wird nur noch den synthetischen Kraftstoff anbieten. Das Schifffahrtsunternehmen will damit einen Beitrag zur Reduzierung der möglichen lokalen Schadstoffbelastung der Umwelt und zur Luftverbesserung beitragen.
Im Jahr 2013 hat das Bundesverkehrsministerium eine neue Verordnung für Betreiber von Schiffen aller Art auf Bundeswasserstraßen erlassen. Diese erlaubt nur noch Booten, für die kein Holz eingesetzt ist und die mindestens zwei Motoren besitzen, Fahrgastschifffahrt zu betreiben. Charterschiffe, Salonschiffe, Partyflöße und Sportboote mit Bootsführer sind vor allem davon betroffen. Eine scharfe Umsetzung ist jedoch bisher (Stand 2019) nicht bekannt geworden.

## Übersicht
Die in Einzellisten aufgeteilte Zusammenstellung ist entsprechend den Eigennamen oder Nachnamen des Eigners alphabetisch sortiert. Dazu werden, falls bekannt, die Schiffsstandorte genannt. Direkt unter den jeweiligen Unternehmen sind das Schiff oder die Flotte mit den zugehörigen technischen Daten und ihrer Vorgeschichte enthalten.

## Unternehmen

### Becker
Bereits im Jahr 1946 begann die Reederei mit der Fahrgastschifffahrt auf der Spree. Im 21. Jahrhundert betreibt das Unternehmen ein Schiff. Zur Firma gehörte 2013 noch die Uranus ex Minchen, später wurde noch die Venus verchartert.
Das Schiff
| Präfix | Name des Schiffes       | Baujahr | Gesamt- plätze | Plätze innen | Länge/Breite in Metern | frühere(r) Name(n) | Bemerkung                                                              | Bild |
| ------ | ----------------------- | ------- | -------------- | ------------ | ---------------------- | ------------------ | ---------------------------------------------------------------------- | ---- |
| MS     | Der fliegende Holländer | 2009    | 0108           | 0            | 27,31/5,08             |                    | Gebaut auf der Kiebitzwerft in Havelberg. Zuvor betrieben von der VOC. |      |

- Homepage der Reederei Becker abgerufen am 31. August 2024.

### Berliner Welle
Der Unternehmer Julius Dahmen hat die Reederei Berliner Welle Anfang 2013 gegründet und bietet Fahrten auf den Berliner Wasserstraßen mit historischen Partybooten an.
Die Flotte
| Präfix | Name des Schiffes | Baujahr | Gesamt- plätze | Plätze innen | Länge/Breite in Metern | frühere(r) Name(n)                   | Bemerkung | Bild  |
| ------ | ----------------- | ------- | -------------- | ------------ | ---------------------- | ------------------------------------ | --- | ----- |
| MS     | Mieze             | 1933    | 7–15 (max: 20) |              | 11.50/3,51             | ex (Fähre) ex Giesela                | Als Fähre auf der Engelbrechtwerft (BBG Bootsbau Berlin) gebaut |       |
| MS     | Jimmy             | 1937    | 30             |              | 17/??                  |                                      | Als Hafenbarkasse in Hamburg gebaut | [ 5 ] |
| MS     | Golda             | 1931    | 57             |              | 22,24/3,64             | ex Trumpf ex Schmölde ex Falke       | Mit der Bau-Nr.: 125 in der Schiffswerft Wildau gebaut Seit 2021 mit Elektroantrieb siehe Historischer Hafen Berlin |       |
| MS     | Kaiser Friedrich  | 1886    |                |              | 31,22/5,15             | ex Siegfried ex Kaiser Friedrich III | Als Dampfschiff in der Schiffswerft Möller & Holberg (Stettiner Oderwerke) gebaut. Ab 2023 auf Elektroantrieb in der SET Genthin umgebaut. Seit Mai 2024 steht das Schiff, komplett restauriert und elektrisch angetrieben, wieder für den Fahrgastverkehr zur Verfügung. Am 4. Mai 2024 absolvierte es seine erste Fahrt mit der neuen Motorisierung. |       |

- Homepage der Reederei Berliner Welle, abgerufen am 7. Oktober 2023.

### Bethke, Marcus
Das Büro des Unternehmens befindet sich in der Schloßstraße 25 in Berlin-Tegel. Der Liegeplatz des einzigen Schiffes ist die Greenwichpromenade, Brücke 3.
Das Schiff
| Präfix | Name des Schiffes | Baujahr | Gesamt- plätze | Plätze innen | Länge/Breite in Metern | frühere(r) Name(n)            | Bemerkung | Bild |
| ------ | ----------------- | ------- | -------------- | ------------ | ---------------------- | ----------------------------- | --- | ---- |
| MS     | Berlin            | 1928    | 0400           | 0 200        | 50,68/9,00             | Seute Deern, Tegel, Reichenau | gebaut auf der Bodan-Werft, Kressbronn, als Reichenau, mehrfacher Namenswechsel und Umbau u. a. 1989 bei den DIW, Berlin-Spandau. |      |

- Homepage der Reederei abgerufen am 31. August 2024.

### Böttcher, Reederei
Die Reederei Böttcher ist ein Familienunternehmen aus Berlin. Es wurde im Jahr 2011 gegründet. Die Reederei ist überwiegend auf den Berliner Wasserstraßen mit drei Schiffen unterwegs, die sie für Firmenfeiern, Geburtstage und Hochzeiten anbietet.
Die Flotte
| Präfix | Name des Schiffes | Baujahr | Gesamt- plätze | Plätze innen | Länge/Breite/Tiefgang in Metern | frühere(r) Name(n)                                 | Bemerkung | Bild |  |
| ------ | ----------------- | ------- | -------------- | ------------ | ------------------------------- | -------------------------------------------------- | --- | ---- |  |
| MS     | Sylvia            | 1948    | 032            | 025          | 15,52/3,55                      | ex Freddy                                          | Auf der Jensen Werft in Hamburg gebaut, 1950 auf den Namen Sylvia umgetauft.                                                            |      |  |
| MS     | Vera              | 1920    | 060            | 0            | 21,61/3,79                      | ex Wassertaxi 1                                    | Hamburg, Umbau 1975, Generalüberholung 2007/2008 Werft Bolle GmbH. In der Saison 2024 noch im Einsatz, aber zum Verkauf ausgeschrieben. |      |  |
| MS     | Saga              | 1914    | 74             | 0            | 22,15/3,76                      | ex Cöpenick, ex Alfred, ex Havelland II, ex Werder | Das Schiff wurde 1914 in Berlin-Rummelsburg gebaut.                                                                                     |      |  |
| MS     | Hamburg           | 1977    | 0120           | 0            | 28,50 / 5,10 / 0,90             | Boizenburg                                         | Elbewerft Boizenburg, steht (2024) zum Verkauf                                                                                          |      |  |

- Reederei Böttcher, abgerufen am 1. November 2024.

### Burchardi
Das Unternehmen wird von Andreas Burchardi betrieben. Die Familie Burchardi begann die Binnenschifffahrt mit dem Betrieb einer Autofähre im Jahr 1961. Im Jahr 1965 kam die Personenfähre Tegelort–Valentinswerder–Hakenfelde hinzu. Der Sitz befindet sich in der Gatower Straße in Berlin-Spandau. Eine 1993 neu gebaute Personenfähre wurde noch im gleichen Jahr zu dem Fahrgastschiff Odin III umgebaut, mit dem seitdem Charterfahrten angeboten wurden.
Das Schiff
| Präfix | Name des Schiffes | Baujahr | Gesamt- plätze | Plätze innen | Länge/Breite in Metern | frühere(r) Name(n) | Bemerkung             | Bild |
| ------ | ----------------- | ------- | -------------- | ------------ | ---------------------- | ------------------ | --------------------- | ---- |
| MS     | Odin III          | 1993    | 030            | 0            | 16,00/4,40             |                    | A. Burchardi, Spandau |      |

- Homepage der Reederei Burchardi abgerufen am 7. November 2017.
- Foto des kleinen Personenschiffes Odin III auf www.berliner-dampfer.de.

### Cöpenicker Schiffcharter
Das Unternehmen besteht seit dem Jahr 2007 in Berlin.
Das Schiff
| Präfix | Name des Schiffes | Baujahr | Gesamt- plätze | Plätze innen | Länge/Breite in Metern                                                                               | frühere(r) Name(n)                                                                                            | Bemerkung | Bild |
| ------ | ----------------- | ------- | -------------- | ------------ | --- | --- | --- | ---- |
| MS     | Cöpenick          | 19??    | 028            | 025          | 16,00/3,80 Ausstattung: 6-Zylinder-Deutz-Dieselmotor (135 PS), Höchstgeschwindigkeit 20 km/h (12 kn) | ohne Cöpenick ist ein umgebautes Sport-Motorboot, das Ende des 20. Jahrhunderts auf dem Rhein im Einsatz war. | Schiffseigner ist Mathias Fuhrmann. Es gibt vier feste Routen oder Charterfahrten; genutzt wird der Schiffsanleger der Reederei Kutzker in Berlin-Köpenick, Platz des 23. April. |      |

- Cöpenick auf der Reedereihomepage

### Eddyline
Die Reederei Eddyline ist seit 2005 aktiv und hat ihren Sitz in Berlin im Westhafen. Sie betreibt zwei Motorschiffe, die beide optisch als Werbeträger für den Fußballverein 1. FC Union Berlin gestaltet sind.
Die Flotte
| Präfix | Name des Schiffes | Baujahr | Gesamt- plätze | Plätze innen | Länge/Breite in Metern | frühere(r) Name(n) | Bemerkung | Bild                                                    |
| ------ | ----------------- | ------- | -------------- | ------------ | ---------------------- | ------------------ | --- | ------------------------------------------------------- |
| MS     | Helgard           | 2007    | 099            | -            | 26,76/5,10             |                    | gebaut auf der Schiffs-Werft Bolle in Derben; zusammenschiebbares Panorama-Dach | Die Helgard an der Friedrichsbrücke                     |
| MS     | Viktoria          | 1935    | 099            | 070          | 26,0/5,10              | Scharnhorst        | Gebaut auf der Oswald-Ernst-Werft in Berlin-Köpenick; Besitzer nacheinander: Reedereien Otto Kogel, Lahe, M. Bethge; Hadynski. Unter Hadynski Technik und Ausstattung modernisiert. 2005 durch Eddyline angekauft. 2024 zum Verkauf angeboten. | Die Victoria Spree zu Berg oberhalb der Marschallbrücke |

- Homepage Reederei Eddyline abgerufen am 16. März 2024.

### Exclusiv Yachtcharter- & Schiffahrtsgesellschaft mbH
Reederei Exclusiv Yachtcharter & Schifffahrtsgesellschaft mbH. Die E-Y-S hat drei Schiffe im Einsatz und benutzt zwei eigene Anleger. Abfahrten erfolgen ab Berlin-Moabit, Holsteiner Ufer.
Die Flotte
| Präfix | Name des Schiffes | Baujahr | Gesamt- plätze | Plätze innen | Länge/Breite in Metern | frühere(r) Name(n)                                                                | Bemerkung | Bild                                      |
| ------ | ----------------- | ------- | -------------- | ------------ | ---------------------- | --------------------------------------------------------------------------------- | --- | ----------------------------------------- |
| MS     | La Belle          | 1965    | 100            | 45           | 24,90/4,34             | ex Joseph J. Ruston, ex La Citronella, ex Attersee, ex Westfalen                  | Lux-Werft, Mondorf |                                           |
| MS     | Bon Ami           | 1953    | 80 außen       | 60           | 35,05/5,05             | ex Jerichower Land, ex Likedeeler, ex Wappen von Bleckede, ex Brunswik, ex Regina | 1953 Werft Schmidt, Oberkassel, 1996 Werft Genthin, Totalumbau und Verlängerung, 2011 um- und ausgebaut auf der Werft Malz in Oranienburg |                                           |
| MS     | Bellevue          | 1995    | 20             |              | 14,70/4,35             |                                                                                   | Werft in den Niederlanden | Bellevue von der Museumsinsel aus gesehen |

- Homepage Reederei Exclusiv Yachtcharter abgerufen am 16. März 2024.
- Schifffahrt Berlin abgerufen am 23. April 2024.

### Fangrot, Bootsvermietung
Das Unternehmen hält seine Schiffe in der Marina ,Prinzenhof’ am Tegeler See in Berlin-Reinickendorf bereit. Es fährt überwiegend im Charterdienst.
Die Schiffe
| Präfix | Name des Schiffes | Baujahr | Gesamt- plätze | Plätze innen | Länge / Breite in Metern | frühere(r) Name(n) | Bemerkung | Bild |
| ------ | ----------------- | ------- | -------------- | ------------ | ------------------------ | ------------------ | --- | ---- |
| ES     | Heidelberg        | 1924    | 050            | 030          | 17,50 / 3,70             | –                  | Gebaut auf der Engelbrecht-Werft in Berlin-Köpenick; Originalmaschine: Mercedes-Benz-Schiffsdieselmotor mit 130 PS, 2021/2022 durch elektrischen Antrieb mit 50 kW ersetzt. |      |
| MS     | Kleiner Dachs     |         | 012            | 012          | 13,75 / 4,4              | –                  | Die Motoryacht wurde vom Standesamt Berlin-Mitte und Hennigsdorf als Außenstelle für Eheschließungen anerkannt.                                                             |      |

- Homepage Bootsvermietung Fangrot abgerufen am 31. August 2024.

### Fischer, Arthur – Berliner Schiffsagentur
Das Unternehmen Arthur Fischer – Berliner Schiffsagentur hält seine Schiffe über die Firmen MS Schiffskontor und Hauptstadtfloß in der Rummelsburger Bucht für Charterfahrten bereit.
Die Schiffe
| Präfix | Name des Schiffes | Baujahr | Gesamt- plätze | Länge/Breite/Tiefgang in Metern | frühere(r) Name(n) | Bemerkung | Bild |
| ------ | ----------------- | ------- | -------------- | ------------------------------- | --- | --- | ---- |
| MS     | Arcona            | 1905    | 0100           | 25,44 / 4,68 / 1,65             | ex Hoffnung als Dampfschiff (1917) / Cäcilie als Dampfschiff (1928)                                                                             | Gebaut 1905 auf der Werft Gebrüder Maass in Neustrelitz als kombinierter Schleppdampfer. 2012 technische Modernisierung und komplette Restaurierung mit Dieselmotor von 1969. |      |
| MS     | Stralau           | 1958    | 150            | 32,00 / 5,60 / 1,10             | Romandie III als Linienschiff (1958) / Nidau als Schiff in der Bieler Schifffahrtsgesellschaft / Stralau in der Flotte von Schiffskontor (2006) | Gebaut im Atelier de Construction Méchaniques, Vevey – einem Waggonwerk nahe Lausanne – als Linienschiff für die Bieler Schifffahrtsgesellschaft. 2006 kompletter Neubau der Innenausstattung |      |
| MS     | Moguntia          | 1922    | 20             | 12,25 / 2,70 / 0,80             | Moguntia | Die Moguntia wurde 1922 in Mainz als Personenfähre erbaut und dort eingesetzt. In den 1960er Jahren gestaltete ein französischer Künstler sie zu einem Wohnschiff um. Nach 40 Jahren im Einsatz erwarb der Reeder Fischer die Moguntia, restaurierte das Schiff von 2006 bis 2009 vollständig und stattete dieses modern aus. |      |

- Details zu den Schiffen der Flotte www.schiffskontor.de und www.hauptstadtfloss.de, abgerufen am 17. Januar 2024.
- Website des Eigentümers Berliner Schiffsagentur www.berlinerschiffsagentur.de abgerufen am 17. Januar 2024.

### Flagship.Berlin
Im Jahr 2023 nannte sich die frühere Reederei schoene schiffe.berlin in FLAGSHIP.BERLIN um. Mit der gleichzeitigen Flottenvergrößerung begann das Unternehmen auch mit täglichen Linienfahrten. Die Reederei bietet Fahrten im oberen Preissegment und legt dabei Wert auf umweltbewusste Antriebe.
Die Schiffe
| Präfix | Name des Schiffes | Baujahr | Gesamt- plätze | Plätze innen | Länge/Breite in Metern | frühere(r) Name(n) | Bemerkung                                               | Bild                                  |
| ------ | ----------------- | ------- | -------------- | ------------ | ---------------------- | ------------------ | ------------------------------------------------------- | ------------------------------------- |
|        | Hemingway         | 1915    | 075            | 020–55       | 25,00/4,70             |                    | Elektroantrieb geplant 2025                             | FGS Hemingway                         |
|        | Fitzgerald        | 2000    | 035            | 016–20       | 17,00/5,00             |                    | Neubau im klassischen Stil seit 2023 mit Elektroantrieb | MY Fitzgerald am Anleger Berliner Dom |
|        | Lander            | 2019    | 035            | 0            | 11,50/4,00             |                    | Sportmietboot seit 2023 mit Elektroantrieb              | FGB Lander                            |
|        | Express           | 2019    | 012            | 0            | 11,50/3,70             |                    | Sportmietboot seit 2023 mit Elektroantrieb              | Sportboot Express                     |
|        | Havanna           | 1910    | 012            | 0            | 11,00/2,20             |                    | Admiralsbarkasse seit 2023 mit Elektroantrieb           | Admiralsbarkasse Havanna              |

- Homepage der Gesellschaft, abgerufen am 27. März 2024.

### Fußwinkel, Rolf
Die Personenschifffahrt Rolf Fußwinkel betreibt ein Schiff auf den Berliner und Brandenburger Gewässern und hat ihren Sitz in Königs Wusterhausen im Ortsteil Kablow-Ziegelei. Der Heimathafen des Schiffes ist Zeuthen.
Das Schiff
| Präfix | Name des Schiffes | Baujahr | Gesamt- plätze | Plätze innen | Länge/Breite in Metern                             | frühere(r) Name(n) | Bemerkung                                                                                                   | Bild                                     |
| ------ | ----------------- | ------- | -------------- | ------------ | -------------------------------------------------- | ------------------ | --- | ---------------------------------------- |
| MS     | Olympia           | 1993    | 070            | 032–60       | 026,00/5,14 Ausstattung: Motor Volvo Penta, 145 PS |                    | Gebaut bei Deutsche Binnenwerften (DBW), Werft Tangermünde/ Geschäftsführer der Reederei ist Rolf Fußwinkel | Olympia auf dem Weg zum Großen Müggelsee |

- Homepage der Gesellschaft, abgerufen am 31. August 2024.

### Grimm & Lindecke GbR – Spree & Havelschifffahrt
Der Verwaltungssitz des Unternehmens befindet sich in Ahrensfelde bei Berlin. Die Reederei verfügt über ein Büro in Berlin-Mitte. Grimm & Lindecke besitzen Anleger am Schiffbauerdamm 12, am Nordhafen, Rummelsburger Bucht, Schmetterlingshorst sowie in Hennigsdorf und Oranienburger Stadthafen. Heimathafen der Schiffe ist Hennigsdorf. Besonderheit: alle Schiffsnamen beginnen mit dem Buchstaben P.
Die Flotte
| Präfix | Name des Schiffes | Baujahr | Gesamt- plätze | Plätze innen                 | Länge/Breite/Tiefgang in Metern | frühere(r) Name(n)                                                      | Bemerkung | Bild              |
| ------ | ----------------- | ------- | -------------- | ---------------------------- | ------------------------------- | ----------------------------------------------------------------------- | --- | ----------------- |
| MS     | Peacock           | 1993    | 099            | 060 (Salon), 040 (Vorschiff) | 24,70/4,90                      | ex Havelstromer                                                         | gebaut bei Schulte & Möller, Haren/Ems für Reederei Matthias Bethke; 2008 Umbau bei Mittschiffs Werft Berlin-Köpenick |                   |
| MS     | Pegasus           | 2009    | 150 Sonnendeck | +106 Salon                   | 35,00/5,10                      | ex Marlene                                                              | 2008/09 neuaufgebaut und verlängert unter Verwendung das Kaskos der ausgebrannten ehemaligen Marlene (1993, KuFra Werft, Lübeck, 24,00 m Länge) der Stern und Kreisschiffahrt |                   |
| MS     | Pelikan           | 1906    | 099            | 040 +024                     | 32,53/6,05                      | ex Dampfer Mariendorf                                                   | Stapellauf 1906 bei den Stettiner Oderwerken, 1978 und 1997 umgebaut |                   |
| MS     | Phantasia         | 1978    | 0200           | 1200                         | 39,44/5,08/1,20                 | ex Richard Wossidlo                                                     | 1978 im Auftrag der Müritz Personenschiffahrt GmbH als Richard Wossidlo auf der Karl-Grieseler-Werft in Alsleben/Mukrena an der Saale gebaut. Der originale Antrieb bestand aus zwei Dieselmotoren mit je 104 PS. Seit 2014 für die Grimm & Lindecke – Spree & und Havelschifffahrt in Berlin im Einsatz. |                   |
| MS     | Phönix            | 1959    | 099            | 080 Salon                    | 30,00;/5,26                     | ex Frankenland, ex Wappen von Franken, ex John F Kennedy, ex Rosenstein | Stapellauf 1959 bei der Werft Schmidt, Oberkassel, 2006 umgebaut |                   |
| MS     | Pinguin           | 1936    | 075            | 030 (Vorschiff)              | 30,36/4,90                      | ex Stolzenfels, ex Alexander Futran, ex Stolzenfels, ex Kelch           | Stapellauf 1936 bei der Werft Riedel in Fürstenberg/Havel, 2001 umgebaut |                   |
| MS     | Pirol             | 1962    | 040            | 024 Salon                    | 24,50/3,62                      | ex Krümel                                                               | 1962 vom Stapel gelaufen bei der VEB Schiffswerft Aken (Elbe), Umbau 2004 Schiffswerft Malz / 2014 modernisiert, seit 2020 in Charter Fam. Ulack in Oranienburg. (ENI 05602570) | 2012 in Wolfsburg |

Besondere Angebote: Berlin – City – Touren, Touren ab Hennigsdorf, Ausflugsfahrten, Charterfahrten, Rundfahrten, „Dinner-Krimi“ an Bord (Mörderische Spreefahrt): Kriminalgeschichten mit Schauspielern unter Einbeziehung der Passagiere; „Wannsee in Flammen“, Lichterfahrt mit Modenschau, Silvester Schiffe „Gala“, „Party“ und „Feuerwerk“
- Homepage Reederei Grimm & Lindecke abgerufen am 7. November 2017

### Hadynski
Die Reederei betreibt zwei baugleiche Cabrios. Hadynski war früher mit mehreren Schiffen auf den Berliner Gewässern präsent, von denen einige verkauft wurden, andere verschrottet werden mussten. Die Anlegestelle und das Büro befinden sich in der Burgstraße Nähe Friedrichsbrücke.
Die Flotte
| Präfix | Name des Schiffes | Baujahr | Gesamt- plätze | Plätze innen | Länge/Breite in Metern | frühere(r) Name(n) | Bemerkung                                                                 | Bild                                              |
| ------ | ----------------- | ------- | -------------- | ------------ | ---------------------- | ------------------ | ------------------------------------------------------------------------- | ------------------------------------------------- |
| MS     | Carola            | 2005    | 120            | 120          | 26,36/5,08             |                    |                                                                           | MS Carola vor Schiffbauerdamm                     |
| ES     | Franziska         | 2006    | 120            | 120          | 26,36/5,08             |                    | Fährt laut Homepage der Reederei mit Elektroantrieb (Stand: August 2024). | am Spreeufer zwischen Kanzleramt und Hauptbahnhof |

- Homepage Reederei Hadynski abgerufen am 4. April 2023

### Herzog, Wilfried
Die Reederei hat ihren Hauptsitz in Ketzin/Havel und unternimmt regelmäßig Fahrten auf den Berliner Gewässern. Die Anlegestellen befinden sich neben Ketzin/Havel auch in Werder und Töplitz. Genutzt werden zwei Schiffe aus verschiedenen Baujahren, ein drittes brannte 2016 auf der Werft aus und wird auf der Homepage des Unternehmens nicht mehr geführt (Stand: August 2024).
Die Flotte
| Präfix | Name des Schiffes | Baujahr | Gesamt- plätze | Plätze innen | Länge/Breite in Metern | frühere(r) Name(n)                            | Bemerkung                                                           | Bild |
| ------ | ----------------- | ------- | -------------- | ------------ | ---------------------- | --------------------------------------------- | ------------------------------------------------------------------- | ---- |
| MS     | Bellevue          | 1986    | 160            | 070          | 32 /5,10               |                                               | VEB Yachtwerft Berlin                                               |      |
| MS     | Harmonie          | 1926    | 150            | 100          | 34 /5,0                | ex Wappen von Oldenburg, ex Tina, ex Josefine | Werft Brink&Wiesen, Königswinter                                    |      |
| MS     | Hoffnung          | 1914    | 060            | 020          | 19,7/3,7               |                                               | Werft in Magdeburg. Am 22. Juli 2016 in der Werft Malz ausgebrannt. |      |

- Homepage Reederei W. Herzog, abgerufen am 31. August 2024.

### Historischer Hafen Berlin
Die hier versammelten historischen Schiffe werden von der Berlin-Brandenburgischen Schiffahrtsgesellschaft, der Spree-Cöllnischen Schifffahrtsgesellschaft und einzelnen Eignern betrieben. Sie unternehmen keine regelmäßigen Fahrten, sondern sind als Charterschiffe im Einsatz.
Die Flotte
- Berlin-Brandenburgische Schiffahrtsgesellschaft:

| Präfix | Name des Schiffes | Baujahr | Gesamt- plätze | Plätze innen | Länge/Breite in Metern | frühere(r) Name(n) | Bemerkung | Bild |
| ------ | ----------------- | ------- | -------------- | ------------ | ---------------------- | ------------------ | --- | ---- |
| DS     | Andreas           | 1944    | 0              | 0            | 0 35,18 /6,93          |                    | Gebr. Wiemann, Brandenburg, zurzeit nicht fahrbereit |      |
| MS     | Volldampf         | 1896    | 24             |              | 17,98 /4,28            | ex Else-Otto       | Werft Nüske, Stettin |      |
| DS     | Kaiser Friedrich  | 1886    | 0              | 0            | 30,70 5,11             |                    | Werft Möller & Holberg, Stettin Der Doppelschraubendampfer wird im Jahr 2023 umgerüstet auf Elektroantrieb. Die Eigner Julius Dahmen und Volker Marhold lassen das 100 Tonnen schwere Fahrzeug in der Schiffbau- und Entwicklungsgesellschaft Tangermünde überarbeiten. Anstelle der ehemaligen Dampfmaschinen werden zwei flüssigkeitsgekühlte Deep Blue 50i Permanent-Magnet-Synchronmotoren eingebaut. Die Energie beziehen sie aus Deep Blue Lithium-Ionen-Hochvoltakkus; die Gesamtleistung ist mit 400 kWh berechnet. – Seit 2013 lag das Schiff im Landwehrkanal vor der Schleuseninsel auf Grund. Nach dem Umbau wurde der reguläre Linienbetrieb im Jahr 2024 wieder aufgenommen. |      |
| MS     | Eintracht         | 1906    | 0              | 0            | 16,75 3,06             |                    | Anker-Werft, Berlin |      |
| MS     | Golda             | 1931    | 57             | 0            | 22,24;                 |                    | Das Salonschiff wurde durch die Reederei Berliner Welle bereits auf Elektroantrieb umgestellt. |      |

- Spree-Cöllnische Schifffahrtsgesellschaft mbH:

| Präfix | Name des Schiffes | Baujahr | Gesamt- plätze | Plätze innen | Länge/Breite in Metern | frühere(r) Name(n)                 | Bemerkung                                | Bild |
| ------ | ----------------- | ------- | -------------- | ------------ | ---------------------- | ---------------------------------- | ---------------------------------------- | ---- |
| MS     | Heinrich Zille    | 1896    | 0210           | 0            | 0 38,30 /6,10          | ex DS Panke, ex DS Baurat Hobrecht | gebaut in den Stettiner Oderwerken       |      |
| MS     | Frohsinn          | 1926    | 100            |              | 24,90 /3,50            | ex Herz AS                         | Werft Bergman & Westphal, Berlin-Stralau |      |

- Ute Brodthagen:

Der Dampfer wurde 1911 in Tangermünde auf der Werft Fritz Bettins & Söhne gebaut und war bis 1921 bei Magdeburg als Schlepper im Einsatz. Danach fuhr das Schiff unter dem Namen Iltis als Schlepper und Eisbrecher bis 1962 weiter auf Havel, Elbe und den Kanälen; der Heimathafen war Zehdenick. Nach der Außerdienststellung wurde der Dampfer bis auf den Rumpf demontiert. Eine private Initiative sorgte für einen Neuaufbau auf einer Werft in Malchow und 1998 ging das Schiff als Fahrgastschiff mit Dieselmotor neu in Dienst. Das Aussehen eines Dampfers wurde bewusst beibehalten.
| Präfix | Name des Schiffes | Baujahr | Gesamt- plätze | Plätze innen | Länge/Breite in Metern | frühere(r) Name(n)       | Bemerkung | Bild |
| ------ | ----------------- | ------- | -------------- | ------------ | ---------------------- | ------------------------ | --- | ---- |
| MS     | Anna              | 1911    | 038            | 0            | 0 16,94 /3,81          | ex DS Iltis, ex DS Franz | Das Schiff wurde mehrfach als Volksmusikdampfer vom deutschen Fernsehen gechartert und schippert durch deutsche Binnengewässer. Als Moderator betätigte sich Maxi Arland. |      |

- Homepage der Reederei Brodthagen abgerufen am 7. November 2017

- Maria und André Siebach:

| Präfix | Name des Schiffes | Baujahr | Gesamt- plätze | Plätze innen | Länge/Breite in Metern | frühere(r) Name(n) | Bemerkung                             | Bild |
| ------ | ----------------- | ------- | -------------- | ------------ | ---------------------- | ------------------ | ------------------------------------- | ---- |
| MS     | Libelle           | 1926    | 030            | 0            | 0 13,84 /3,82          |                    | gebaut bei der Werft Jastram, Hamburg |      |

- Alfred Wunsch:

| Präfix | Name des Schiffes | Baujahr | Gesamt- plätze | Plätze innen | Länge/Breite in Metern | frühere(r) Name(n) | Bemerkung | Bild |
| ------ | ----------------- | ------- | -------------- | ------------ | ---------------------- | ------------------ | --------- | ---- |
| MS     | Gisela            | 1934    | 025            | 0            | 0                      |                    |           |      |

- Homepage des Historischen Hafens Berlin mit den Schiffen abgerufen am 7. November 2017

### Hotel Abion Spreebogen Berlin
Die Motorjacht, im Dienst des Ameron Hotel(s) Abion, hat ihren Liegeplatz am Hotelanleger Abion Villa Spreebogen Berlin, Ortsteil Berlin-Moabit. Sie steht Hotelgästen für kleine oder größere Rundfahrten zur Verfügung.
Das Schiff
| Präfix | Name des Schiffes | Baujahr | Gesamt- plätze | Plätze innen | Länge/Breite in Metern | frühere(r) Name(n) | Bemerkung                                  | Bild |
| ------ | ----------------- | ------- | -------------- | ------------ | ---------------------- | ------------------ | ------------------------------------------ | ---- |
| MS     | Aida              | 1930    | 020            | 0            | 018,40/3,20            |                    | Das Schiff Aida wurde in Stockholm gebaut. |      |

- Homepage des Hotels zum Schiff abgerufen am 7. November 2017, am 31. August 2024 nicht mehr erreichbar.

### Karamol, Marcus – Spreetours Fahrgast- & Eventschifffahrt
Spreetours ist eine Berliner Reederei für Fahrgast- und Eventschifffahrt mit einem Schiff, der Alexander. Seit 2006 werden Linien- und Charterfahrten in Berlin und Brandenburg durchgeführt.
Das Schiff
| Präfix | Name des Schiffes | Baujahr | Gesamt- plätze | Plätze innen | Länge/Breite in Metern | frühere(r) Name(n) | Bemerkung                                                   | Bild |
| ------ | ----------------- | ------- | -------------- | ------------ | ---------------------- | ------------------ | ----------------------------------------------------------- | ---- |
| MS     | Alexander         | 1913    | 0170           | 090          | 032,50/4,80            |                    | Das Dampfschiff Alexander wurde 1913 in Neustrelitz gebaut. |      |

- Homepage der Spreetours Fahrgast- & Eventschifffahrt Marcus Karamol abgerufen am 31. August 2024.

### Kaubisch, Hans-Ulrich – Dahme-Schifffahrt Teupitz
Der Reeder machte sich zum 1. Mai 1991 mit einem von der aufgelösten Weißen Flotte Potsdam erworbenen Schiff, dem Motorschiff Werder, selbstständig. Im Jahr 1993 kam als Zweites das neu gebaute Schiff Party zum Einsatz, das 1997 weiterverkauft wurde. Ein weiteres Ausflugsschiff, die Liberty diente der Reederei von 1995 bis zum Jahr 2000. Im Jahr 2008 übernahm der Sohn Steffan Kaubisch zusammen mit seiner Ehefrau die Leitung der Reederei. Die übrigen Familienmitglieder helfen tatkräftig mit.
Die im Jahr 2013 im Einsatz befindlichen Schiffe sind in der Liste dargestellt. Standort und Heimathafen ist die Teupitzer Dampfer-Anlegestelle Bohr’s Brücke.
Die Flotte
| Präfix | Name des Schiffes | Baujahr | Gesamt- plätze | Plätze innen | Länge/Breite in Metern | frühere(r) Name(n) | Bemerkung | Bild |
| ------ | ----------------- | ------- | -------------- | ------------ | ---------------------- | ------------------ | --- | ---- |
| MS     | Schenkenland      | 1993    | 0150           | 065          | 024,00/4,50            |                    | Das Schiff wurde 1993 bei der Schiffswerft Georg Placke in Aken gebaut. Der Name lehnt sich an das Schenkenländchen im Gebiet Teupitz an. |      |
| MS     | Ilse              | 1901    | 012            | 0            | 011,50/4,00            |                    | Unbekannte Bauwerft in Harlingen, Niederlande                                                                                             |      |

- Homepage der Reederei Dahme-Schifffahrt in Teupitz abgerufen am 7. November 2017.

### Kelling, Verena
Die Familie Kelling ist eine alte Erkneraner Schifferfamilie und befährt seit mehreren Generationen die märkischen Gewässer. Sie betreibt die 1924 in der Werft von Schüler bei Hamburg auf Kiel gelegte Barkasse Jeffrey.
Das Schiff
| Präfix | Name des Schiffes | Baujahr | Gesamt- plätze | Plätze innen | Länge/Breite in Metern | frühere(r) Name(n)              | Bemerkung                             | Bild |
| ------ | ----------------- | ------- | -------------- | ------------ | ---------------------- | ------------------------------- | ------------------------------------- | ---- |
| MS     | Jeffrey           | 1926    | 025            | 0            | 016,18/3,84            | ex Kaspar Ohm, ex Karsten Hoyer | Werft Schüler in Uetersen bei Hamburg |      |

- Homepage des Unternehmens abgerufen am 7. November 2017. Stand 31. August 2024 steht die Domain zum Verkauf.

### Kuhl, Bernd
Die Reederei Bernd Kuhl GmbH hat sich Anfang 2013 gegründet. Das Fahrtgebiet umfasst die Havelgewässer zwischen Berlin und Potsdam mit Ausflügen nach Brandenburg an der Havel. Die Schiffe können gechartert werden und sind als Standesamt der Stadt Werder zugelassen. Der Heimathafen ist Werder (Havel).
Die Schiffe
| Präfix | Name des Schiffes | Baujahr | Gesamt- plätze | Plätze innen | Länge/Breite in Metern | frühere(r) Name(n)                           | Bemerkung | Bild |
| ------ | ----------------- | ------- | -------------- | ------------ | ---------------------- | -------------------------------------------- | --- | ---- |
| MS     | Bismarckhöhe      | 1977    | 0126           | 065          | 028,44/5,09            | ex Pillnitz, ex Kasper Ohm, ex Dessau-Roßlau | 1977 für die Dresdner Weiße Flotte gebaut (DDR-interne Registriernummer P-082); 1996 nach Rostock an Personenschifffahrt Olaf und Dieter Schütt veräußert, 2011 nach Lutherstadt Wittenberg verkauft, 2013 nach Werder (Havel), Geschäftsführer Patrick Kuhl. |      |
| MS     | Pegasus           | 1992    | 0140           | 090          | 032,10/5,10            | ex Geltow,                                   | 2025 nach Werder (Havel) |      |

- Homepage der Reederei Bernd Kuhl abgerufen am 31. August 2024.

### Kutzker
Seit 1910 befährt die Reederei Kutzker aus Grünheide Berliner und brandenburgische Gewässer. Alle Schiffe tragen Namen bekannter deutscher Flüsse.
Die Flotte
| Präfix | Name des Schiffes | Baujahr | Gesamt- plätze | Plätze innen | Länge/Breite in Metern | frühere(r) Name(n)    | Bemerkung                      | Bild |
| ------ | ----------------- | ------- | -------------- | ------------ | ---------------------- | --------------------- | ------------------------------ | ---- |
| MS     | Spree             | 1978    | 0144           | 0            | 032,47/5,10            |                       | VEB Yachtwerft Berlin-Köpenick |      |
| MS     | Mosel             | 1987    | 0130           | 0            | 0 28,10/5,10           | ex. Bad Schandau      | VEB Yachtwerft Berlin-Köpenick |      |
| MS     | Donau             | 1987    | 0 188          | 0            | 0 32,10/5,10           | ex Hamburg, ex Tallin | VEB Yachtwerft Berlin-Köpenick |      |
| MS     | Elbe              | 1926    | 099            | 0            | 0 23,82/3,78/0,99      |                       | Werft Ertel, Woltersdorf       |      |
| MS     | Löcknitz          | 1953    | 0 32           | 0            | 0 15,9/4,2/0,95        |                       | Yachtwerft Berlin              |      |

- Homepage der Reederei Kutzker abgerufen am 31. August 2024.[31]

### Lex Event Berlin
Schiffseigner und Betreiber ist Dirk Mazat mit einem Büro in der Prenzlauer Promenade.
| Präfix | Name des Schiffes | Baujahr | Gesamt- plätze | Plätze innen | Länge/Breite in Metern | frühere(r) Name(n)                                                               | Bemerkung                       | Bild |
| ------ | ----------------- | ------- | -------------- | ------------ | ---------------------- | -------------------------------------------------------------------------------- | ------------------------------- | ---- |
| MS     | Lex               | 1982    | 0120           | 0            | 028,50/5,10            | ex Friedrichstadt, ex Schildhorn                                                 | VEB Yachtwerft Berlin-Köpenick  |      |
| MS     | Lexator           | 1928    | 0290           |              | 38,82/5,78             | ex Stadt Halle, ex Kreuzberg, ex Cookie, ex Santa Flora, ex Baldur, ex Helgoland | Gebaut bei Beck in Woltersdorf. |      |

- Homepage des Unternehmens abgerufen am 31. August 2024.

### Lüdicke
Überblick und Entwicklung
Die Reederei Lüdicke, Inhaber Hendrik Prössel-Jürgensen mit Sitz in Berlin-Spandau, betreibt die Fahrgastschiffe Heiterkeit, Wappen von Spandau, Havelblick und Havelglück. Für die Fahrten werden die Schiffsanlegestellen Spandau (Lindenufer), Kladow (Irmchenplatz), der Anleger gegenüber der Pfaueninsel und einer am Wannsee/Zehlendorf (unmittelbar am Bahnhof Berlin-Wannsee) bereitgehalten.
Der Stapellauf des Schiffes Heiterkeit erfolgte 1909 auf der Werft Gebrüder Maaß in Neustrelitz unter dem Namen Karl Wilhelm. Das Schiff diente unter dem Eigner Arthur Haupt als Schleppdampfer auf den märkischen Wasserstraßen zwischen Elbe und Oder.
Nach dem Zweiten Weltkrieg fuhr die Karl Wilhelm für Berliner zu Hamsterfahrten nach Werder. Als in den 1950er Jahren die Dampfschiffära zu Ende ging, ließ der Reeder einen Dieselmotor einbauen und das Schiff für den Fahrgastverkehr umbauen. Unter dem neuen Namen Heiterkeit fuhr es ab Berlin-Spandau (Lindenufer) über Spree und Havel. Mit dem Bau der Berliner Mauer beschränkten sich die Ausflugsfahrten auf die Gewässer in West-Berlin.
Im Jahr 1975 erfolgte ein Eigentümerwechsel, Horst Schmidt übernahm das Schiff. Sein Familienunternehmen setzte die Linien- und Charterfahrten vom Anlegeplatz Spandau Lindenufer auf den Routen Großer Wannsee, Kleiner Wannsee, Pohlesee bis zum Stölpchensee und zurück fort.
Der Mauerfall führte zu einer Erweiterung des Fahrgebietes nach Potsdam und Werder. Familie Schmidt verkaufte das Schiff im Jahr 2006 an die Reederei Peter Lüdicke ReLuST (Reederei Lüdicke und Söhne, Tochter). Die Touren wurden nun auch auf die Berliner Innenstadt (Spree und Landwehrkanal), nach Berlin-Kladow, auf den Teltowkanal und nach Brandenburg an der Havel ausgedehnt. Im Jahr 2011 übernahm Hendrik Prössel−Jürgensen die Geschäftsführung von seinem Vater. Er ließ das Schiff umfassend modernisieren und fügte eine Tour von Berlin-Mitte bis zum Müggelsee hinzu. Das historische Schiff ist nun eines von vielen touristischen Angeboten in Berlin. Jürgensen wird bei seiner Arbeit von Familie und Freunden unterstützt.
Seit 2014 gehörte weiterhin das Schiff Angela zum Unternehmen. Es wurde 2019 verkauft. Ab 2018 hat das Fahrgastschiff Wappen von Spandau die Flotte erweitert. 2019 mit Saisonbeginn kam die Havelglück, ex. Havelland aus Rathenow dazu. 2024 wurde auf der Homepage des Unternehmens auch das Schiff Pegasus aufgeführt.
Die Flotte
| Präfix | Name des Schiffes  | Baujahr | Gesamt- plätze | Plätze innen | Länge/Breite/Tiefgang in Metern | frühere(r) Name(n)                                              | Bemerkung | Bild                                    |
| ------ | ------------------ | ------- | -------------- | ------------ | ------------------------------- | --------------------------------------------------------------- | --- | --------------------------------------- |
| MS     | Heiterkeit         | 1909    | 0145           | 0            | 29,73/4,63                      | ex DS Karl-Wilhelm                                              | Gebaut bei den Gebr. Maass in Neustrelitz als Dampfschiff.                                                               |                                         |
| MS     | Wappen von Spandau | 1971    | 0300           | 0160         | 42,90/6,22/0,90                 | Brunhild, Ilz                                                   | Lux-Werft, Mondorf 1970 gebaut und als Brunhild 1971 in Fahrt gebracht. Ein Umbau erfolgte bei Hitzler, Regensburg       | Wappen von Spandau auf der Havel zu Tal |
| MS     | Havelglück         | 1971    | 0250           | 0170         | 35,94/5,85/1,20                 | Berlin, Havelland                                               | Schiffswerft Genthin. Steht in der Saison 2024 nicht zur Verfügung, da ein Umbau auf Elektro-Hybrid-Antrieb stattfindet. | noch als Havelland in Spandau           |
| MS     | Havelblick         | 1914    | 0199           | 0110         | 34,00/6,00/1,11                 | Werner, Tirpitz/Seehaupt oder See-Haupt/Rheingold/Reinickendorf | Gebr. Wiemann, Brandenburg an der Havel                                                                                  | noch als Reinickendorf                  |
| MS     | Pegasus            |         | 0140           |              |                                 |                                                                 | Genauere Informationen wurden 2024 auf der Homepage des Unternehmens in Aussicht gestellt.                               |                                         |

- Homepage ReLuST, abgerufen am 31. August 2024.

### Marina Lanke Berlin AG
Das Unternehmen führt individuelle Fahrten mit den Schiffen auf Berliner und brandenburgischen Gewässern durch. Es hat seinen Yachthafen (Marina) an der Scharfen Lanke im Bezirk Spandau, Ortsteil Berlin-Pichelsdorf.
Die Flotte
| Präfix | Name des Schiffes | Baujahr | Gesamt- plätze | Plätze innen | Länge/Breite in Metern | frühere(r) Name(n) | Bemerkung                                                          | Bild |
| ------ | ----------------- | ------- | -------------- | ------------ | ---------------------- | ------------------ | ------------------------------------------------------------------ | ---- |
| MS     | Hugo Reinicke     | 1994    | 35             | 0            | 19,96/4,90             |                    | Das Schiff wurde nach dem Gründer der Werft Hugo Reinicke benannt. |      |
| MS     | Antonia           | 2002    | 12             | 0            | 15,00/5,00             |                    | Gebaut in der Kiebitzberg-Werft Havelberg                          |      |

- Homepage des Yachthafens abgerufen am 7. November 2017.

### Morawietz, Sarah
Die Reederei Sarah Morawietz – Event- und Charterschifffahrt Berlin – besitzt ein Schiff mit dem Heimathafen Bulgarische Straße (Anleger am Klipper) in Berlin-Alt-Treptow, von wo aus Linien- und Charterfahrten stattfinden.
Das Schiff
| Präfix | Name des Schiffes | Baujahr | Gesamt- plätze | Plätze innen | Länge/Breite in Metern | frühere(r) Name(n)              | Bemerkung                                   | Bild |
| ------ | ----------------- | ------- | -------------- | ------------ | ---------------------- | ------------------------------- | ------------------------------------------- | ---- |
| MS     | Diva              | 1992    | 140            | 060–80       | 32,10/5,20             | ex Alexander Gentz, ex Eosander | wirbt am Anleger mit dem Zusatz Eventschiff |      |

- Homepage der Diva abgerufen am 31. August 2024.

### Oggesen, Katrin & Kirsten (GmbH)
Die Reederei-Gesellschaft besitzt ein Schiff mit dem Heimatliegeplatz nördlich der Rummelsburger Bucht an der Hafenküche (Citymarina Rummelsburg) gegenüber vom Treptower Park, von wo aus Charterfahrten als schwimmende Bar stattfinden.
Das Schiff
| Präfix | Name des Schiffes | Baujahr | Gesamt- plätze | Plätze innen | Länge/Breite in Metern | frühere(r) Name(n)                                | Bemerkung | Bild |
| ------ | ----------------- | ------- | -------------- | ------------ | ---------------------- | ------------------------------------------------- | --- | ---- |
| MS     | MS Marple         | 1930    | 27             | 0            | 19,00/3,30             | ex Stralau, ex Einheit, ex Bade III, ex Eichhorst | Das Schiff wurde 1930 in der Exquisitwerft Wildau als Dampfschiff gebaut und auf den Namen Eichhorst getauft. In der DDR bekam das Schiff den Namen Stralau, wurde auf Dieselantrieb umgerüstet, und der Fahrgastraum erhielt einfache S-Bahn-Bänke. Nachdem die Oggesens das Schiff erworben hatten, ließen sie es 2008/09 in der Bootswerft Kuhlke in Niederlehme komplett erneuern und gaben ihm „natürlich einen weiblichen“ neuen Namen. Die Decksaufbauten wurden nach Plänen der neuen Besitzerin erhöht und der Salon bekam eine neue Inneneinrichtung. Das Präfix MS, von englisch Ms., gehört ausnahmsweise zum Schiffsnamen, in Anspielung an Miss Marple. Die Besitzerin Katrin Oggesen, studierte Architektin, ist zugleich Kapitänin und wechselt sich mit zwei anderen Schiffsführern ab. Der mit Mahagoni-Holz verkleidete Salon ist mit bequemen Ledersesseln ausgestattet. |      |

- Homepage der Gesellschaft abgerufen am 7. November 2017.

### Rheinland.Tours
Die Rheinland wurde 1937 gebaut und 2016 von Ingo Gersbeck übernommen. Das Schiff gehörte jahrzehntelang dem Ehepaar Krüger. Ingo Gersbeck ist Inhaber des Unternehmens Schiffsservice Berlin. Das Unternehmen betreibt das Schiff Rheinland und führte bis 2019 ab dem Anleger am Großen Wannsee und ab der Glienicker Brücke Sieben-Seenrundfahrten bis Potsdam durch.
Das Schiff
| Präfix | Name des Schiffes | Baujahr | Gesamt- plätze | Plätze innen | Länge/Breite in Metern | frühere(r) Name(n) | Bemerkung                          | Bild |
| ------ | ----------------- | ------- | -------------- | ------------ | ---------------------- | ------------------ | ---------------------------------- | ---- |
| MS     | Rheinland         | 1936    | 0250           | 0            | 036,00/4,63            |                    | Werft der Gebr. Winkler, Kalkberge |      |

- Homepage Rheinland.Tours, abgerufen am 7. November 2017. Laut schiffsservice.de, abgerufen am 1. November 2024, ist die Rheinland nicht in Fahrt und steht zum Verkauf.

### Riedel
Die Reederei Riedel GmbH ist ein Fahrgastschifffahrtsunternehmen in der deutschen Hauptstadt Berlin und in Halle (Saale) in Sachsen-Anhalt. Es wurde 1971 gegründet. Der Heimathafen ist seit 2012 in Berlin-Rummelsburg. Auf den Berliner Gewässern sind 15 Schiffe im Einsatz (Stand April 2019).
- Homepage Reederei Riedel abgerufen am 7. November 2017.

### SolarCircleLine
Die SolarCircleLine GmbH wurde 2016 in Berlin von Andreas Behrens und Tim Schultze gegründet, um Fahrgastschiffe mit Solarkraft zu betreiben. Ein erstes Schiff befindet sich seit 2019 im Einsatz.
- Website SolarCircleLine abgerufen am 27. Januar 2020.

### SolarWaterWorld
Das Unternehmen SolarWaterWorld ist seit 2010 in Berlin präsent und betreibt drei solarelektrische Fahrgastschiffe, die Linien- und/oder Charterfahrten durchführen. Der Heimathafen befindet sich in der Stralauer Allee 3, 10245 Berlin.
Die Flotte
| Präfix | Name des Schiffes    | Baujahr | Gesamt- plätze | Plätze innen | Länge/Breite in Metern | Bemerkung | Bild |
| ------ | -------------------- | ------- | -------------- | ------------ | ---------------------- | --- | ---- |
| Yacht  | SunCat 46            | 2014    | 045            | 020          |                        | Katamaran, 2 Personen-Besatzung; GFK-Bauweise; Barrierefreiheit                                                   |      |
| Yacht  | SunCat 58 „Solon“    | 2010    | 045            | 028          |                        | Katamaran, 2 Personen-Besatzung; Barrierefreiheit; kein Linienverkehr Taufe vom Reg. Bürgermeister Klaus Wowereit |      |
| Yacht  | SunCat 120 „Hermine“ | 2020    | 140–160        | 070–80       |                        | Katamaran, 3 Personen-Besatzung; Barrierefreiheit                                                                 |      |

- Website SolarWaterworld, abgerufen am 3. April 2024.

### Spreedampfer, Fish Club GmbH
Die Flotte
| Präfix | cName des Schiffes | Baujahr | Gesamtplätze | Plätze innen | Länge/Breite in Metern | frühere(r) Name(n)                               | Bemerkung | Bild |
| ------ | ------------------ | ------- | ------------ | ------------ | ---------------------- | ------------------------------------------------ | --- | ---- |
| MS     | Hoppetosse         | 1928    | 0125         |              | 44,00/8,00             | ex Rhein (am Schiffskörper noch sichtbarer Name) | Das Schiff liegt fest vertäut am östlichen Hafen in Berlin-Treptow und dient als Gastronomie- und Event-Einrichtung. |      |
| MS     | Rhein              | 1928    | 0125         | 0            | 030,80/5,06            | ex Undine, ex Müggelturm, ex Zukunft             | Bergmann & Westphal, Berlin-Spandau Aus der Flotte der Reederei Kutzker ausgegliedert und an Privat verkauft. Lag ab 2015 in der Nähe der Fährstelle der Fährlinie F11 an der Kleingartenanlage Wilhelmstrand in Berlin-Oberschöneweide mit der gültigen ENI-Nummer und dem Namen Black Pearl. Auf der Homepage der Spreedampfer, Fish Club GmbH finden sich Informationen zu dem Schiff, die eher eine Identifikation mit der einstigen Freya nahelegen. |      |
| MS     | Sir Peter          | 1928    |              | 0            | 19,00/3,65             |                                                  | Von Artur Tiller entworfen und bis 2005 in der Bodenseeregion unterwegs, nach der Überführung nach Berlin aufwändig restauriert. |      |
| MS     | Klaus              |         | 020          |              |                        |                                                  | |      |

- Homepage von Spreedampfer abgerufen am 31. August 2024.

### Stannigel, Schiffsvermietung und Reederei
Seit 2015 bietet die Reederei Charterfahrten mit der Vagabund, einem Fahrgastschiff mit Salon und Sonnendeck, auf den Berliner Gewässern und in das Umland an.
Das Schiff
| Präfix | Name des Schiffes | Baujahr | Gesamt- plätze | Plätze innen | Länge/Breite/Tiefgang in Metern | frühere(r) Name(n)          | Bemerkung | Bild |
| ------ | ----------------- | ------- | -------------- | ------------ | ------------------------------- | --------------------------- | --- | ---- |
| MS     | Vagabund          | 1968    | 99             | 60           | 19,00/4,65/0,40                 | ex. St. Nikolaus (bis 2013) | Lux-Werft, Mondorf, früher auf dem Schluchsee im Einsatz Das Passagierschiff wurde 2014 auf dem Landweg mittels Schwertransport vom Hochschwarzwald nach Berlin überführt. |      |

- Website Reederei Stannigel abgerufen am 31. August 2024.

### Stern und Kreisschiffahrt
Stern und Kreisschiffahrt GmbH Berlin ist ein Berliner Schifffahrtunternehmen mit Sitz in Berlin-Alt-Treptow. Es besteht seit 1888 und wurde stetig erweitert. Im Jahr 2019 befahren 34 Schiffe die Berliner Flüsse, Kanäle und Seen (31 Fahrgastschiffe, 1 BVG-Fähre, 2 Dienstleistungsschiffe).
- Homepage von Stern- und Kreisschifffahrt abgerufen am 7. November 2017.

### Triebler, Hartmut
Das Berliner Unternehmen betreibt ein Schiff im Linien- und Charterverkehr ab Anleger Wannsee.
Die Flotte
| Präfix | Name des Schiffes | Baujahr | Gesamt- plätze | Plätze innen | Länge/Breite in Metern | frühere(r) Name(n)                | Bemerkung | Bild |
| ------ | ----------------- | ------- | -------------- | ------------ | ---------------------- | --------------------------------- | --------- | ---- |
| MS     | Roland von Berlin | 1897    | 150            | 045          | 33,92/4,94             | ex Rudolf, ex Dampfer Deutschland |           |      |

- Homepage Reederei Triebler abgerufen am 2. September 2024

### Triebler, Werner
Auch die Reederei des Bruders, Werner Triebler, hat ihren Sitz in Berlin-Spandau. Sie betreibt von der Anlegestelle Berlin-Wannsee (Bhf. Wannsee Brücke D und E) zwei Schiffe im Linien- und Charterverkehr.
Die Flotte
| Präfix | Name des Schiffes | Baujahr | Gesamt- plätze | Plätze innen | Länge/Breite in Metern | frühere(r) Name(n)                                            | Bemerkung | Bild |
| ------ | ----------------- | ------- | -------------- | ------------ | ---------------------- | ------------------------------------------------------------- | --------- | ---- |
| MS     | Havelland         | 1985    | 200            |              | 37,00/5,05             | ex Schloß Karlsberg, ex Stadt Merzig                          |           |      |
| MS     | Bär von Berlin    | 1929    | 200            |              | 37,44/5,05             | ex Erna, ex Feenlob 2, ex Groß-Magdeburg, ex Porta Westfalica |           |      |

- Homepage Reederei Triebler abgerufen am 7. November 2017.

### Union Sozialer Einrichtungen gGmbH (USE)
Die Berliner Union Sozialer Einrichtungen (USE) gGmbH ist eine Werkstatt für vorrangig geistig und psychisch behinderte Menschen. Die Gesellschaft betreibt zwei historische Schiffe im Charterbetrieb.
Die Flotte
| Präfix | Name des Schiffes | Baujahr | Gesamt- plätze | Plätze innen | Länge/Breite in Metern | frühere(r) Name(n)                         | Bemerkung                                                                                           | Bild |
| ------ | ----------------- | ------- | -------------- | ------------ | ---------------------- | ------------------------------------------ | --------------------------------------------------------------------------------------------------- | ---- |
| MS     | Metamera          | 1929    | 32             |              | 37,00/5,05             | ex Friedrichshagen, ex Adler, ex Tempelhof | Gebaut 1929 bei Schröder, Marienwerder, der Umbau erfolgte in der mitschiffs Werft Berlin-Köpenick. |      |
| MS     | Ursel             | 1911    | 10             |              | 11,85/2,75             | ex Khumsi                                  | 1911 gebaut bei Jensen, Hamburg, 2006/07 Umbau in der mitschiffs Werft, Berlin-Köpenick.            |      |

- USE-Website Charterschiffe abgerufen am 7. November 2017.

### Van Loon
Die Reederei mit Sitz in Berlin-Kreuzberg betreibt zwei Charterschiffe und ein fest im Urbanhafen vertäutes Restaurantschiff. Der Anlieger für die Charterfahrten befindet sich an der Baerwaldbrücke, Carl-Herz-Ufer.
Die Flotte
| Präfix       | Name des Schiffes | Baujahr | Gesamt- plätze | Plätze innen | Länge/Breite in Metern | frühere(r) Name(n) | Bemerkung | Bild                   |
| ------------ | ----------------- | ------- | -------------- | ------------ | ---------------------- | ------------------ | --- | ---------------------- |
| MS           | Josephine         |         | 050            |              |                        |                    | Tat zuerst als Barkasse im Hamburger Hafen ihren Dienst, seit 1993 in Berlin. Fährt nur während der Sommersaison. 2024 Modernisierung und Umrüstung auf Elektroantrieb.                                                                                       |                        |
| MS           | Philippa          | 1990    | 080            |              |                        |                    | eisverstärkter Bug, fährt ganzjährig | Philippa auf der Spree |
| Restau- rant | van Loon          | 2012    | 120            |              |                        |                    | Mit einem umgebauten holländischen Frachtsegelschiff begann die Reederei in Berlin. Dieses Schiff wurde 2011 verschrottet und ein Neubau, einem historischen Frachtensegler nachempfundenes Restaurantschiff, dient seither als fest verankerter Speisesalon. |                        |

- Homepage Reederei van Loon abgerufen am 31. August 2024.

### Vereinigte Ostdeutsche Compagnie GmbH, Die Berliner Reederei (VOC)
Diese Reederei nahm ihren Anfang im Jahr 2007. Ihre Gründung geht auf das Engagement Berliner Stadtführer zurück, die außer Busrundfahrten auch Schiffsausflüge begleiten wollten. Der Bau eines eigenen Schiffes war der Start.
Das Schiff
| Präfix | Name des Schiffes       | Baujahr | Gesamt- plätze | Plätze innen | Länge/Breite in Metern | frühere(r) Name(n) | Bemerkung | Bild                                  |
| ------ | ----------------------- | ------- | -------------- | ------------ | ---------------------- | ------------------ | --- | ------------------------------------- |
| MS     | Der fliegende Holländer | 2009    | 108            |              | 27,31/5,08             |                    | Gebaut bei der Kiebitzberg Schiffswerft, Havelberg in Form des AquaCabrios. Wird mittlerweile (Stand: August 2024) von der Reederei Becker betrieben. | Der Fliegende Holländer auf der Spree |

- Homepage der Gesellschaft abgerufen am 7. November 2017. Am 31. August 2024 nicht mehr vorhanden.

### Vogt, Wilfried
Die Berliner Reederei Wilfried Vogt ist ein Familienunternehmen und betreibt ein Schiff. Der Heimatliegeplatz ist die Anlegestelle Greenwichpromenade am Tegeler See in Berlin-Tegel. Befahren werden die Berliner und brandenburgischen Gewässer im regelmäßigen Ausflugs- oder im Charterverkehr.
Das Schiff
| Präfix | Name des Schiffes | Baujahr | Gesamt- plätze | Plätze innen | Länge/Breite in Metern | frühere(r) Name(n) | Bemerkung | Bild |
| ------ | ----------------- | ------- | -------------- | ------------ | ---------------------- | ------------------ | --- | ---- |
| MS     | Feen-Grotte       | 1961    | 200            |              | 34,50/5,30             | ex Feen-Grotte II  | Gebaut bei der Wiese-Werft in Berlin-Spandau mit einer Länge von 24,30 Meter und einer Breite von 5,10 Meter. 1983 wurde eine Verlängerung des Schiffs um 9,30 Meter vorgenommen. Die Reederei hat den Fahrbetrieb laut Homepage eingestellt, das Schiff lag aber im November 2024 noch an seinem üblichen Liegeplatz. |      |

- Homepage der Reederei abgerufen am 7. November 2017. Laut der Version vom 31. August 2024 hat die Reederei den Fahrbetrieb eingestellt.

### Berliner Wassersport- und Service GmbH & Co. Betriebs KG (BWSG)
Die Reederei BWSG mit Sitz in Berlin-Köpenick betreibt auf den Berliner Gewässern Fahrgastschifffahrt im Linien- und Charterverkehr. Sie besitzt drei Boote und drei Anleger, darunter die Station Alte Börse in Berlin-Mitte.
Die Flotte
| Präfix | Name des Schiffes | Baujahr | Gesamt- plätze | Plätze innen | Länge/Breite in Metern | frühere(r) Name(n) | Bemerkung | Bild |
| ------ | ----------------- | ------- | -------------- | ------------ | ---------------------- | ------------------ | --- | ---- |
| MS     | Babelsberg        | 1992    | 0100           | 070 +15      | 32,10/5,10             |                    | Nach dem Stapellauf als Yacht unterwegs. Die erste Reise war eine Promotionfahrt nach Bremerhaven. Am 24. April 1993 erwarb die Brandenburgisch-Preußische Schiffahrtsgesellschaft mbH mit Sitz in Potsdam das Schiff und gab ihm den Namen Babelsberg, der nun beim Weiterverkauf beibehalten wurde. |      |
| MS     | Belvedere         | 1986    | 125            | 48+16        |                        |                    | Für die Weiße Flotte Potsdam auf der Yachtwerft Berlin-Köpenick gebaut. Typ III verlängerte Variante, 2005 erworben von Wassersport- und Service GmbH Köpenick |      |
| MS     | My Casino         | 1980    | 012            | 012          | 14,55/3,97             |                    | Motorjacht, 2024 nicht mehr auf der Homepage aufgeführt. |      |
| MS     | BärLiner          |         | 100            | –            | 26,70/5,10             |                    | Sponsoring Wörlitz Tourist |      |

Besonderheiten: Im Berliner Zentrum wird eine als ArchitekTour bezeichnete 2½-stündige Fahrt angeboten, deren Schwerpunkt auf Erläuterung der Architektur der am Ufer befindlichen Bauwerke liegt. Außerdem verleiht das Unternehmen Sportboote, betreibt eine Marina mit ca. 70 Liegeplätzen sowie die Marina Gaststätte „Skippers“ und bietet ca. 10 Wohnmobilstellpläte an. Unter dem Label BWSGMarine betreibt die BWSG ihr Geschäftsfeld Bootshandel.
- Homepage BWSG abgerufen am 31. August 2024.

### Wassertaxi-Stadtrundfahrten (BWTS)
Die Reederei BWTS Berliner Wassertaxi-Stadtrundfahrten  ist ein Fahrgastschifffahrtsunternehmen mit sieben Motorschiffen, darunter modernisierte historische Schiffe und moderne Panoramaboote. Die Reederei hat ihren Sitz in Berlin-Köpenick und ein Stadtbüro im Palais am Festungsgraben. Im Stadtzentrum nutzt sie drei eigene Anlegestellen. Die Schiffe befahren die Spree, den Landwehrkanal und einige Seen um Berlin im Linien- als auch im Charterverkehr. Im Jahr 2024 sind drei der Schiffe auf Elektroantrieb (=E) umgerüstet.
Die Flotte
| Präfix | Name des Schiffes   | Baujahr | Gesamt- plätze | Plätze innen | Länge/Breite in Metern | frühere(r) Name(n) | Bemerkung | Bild                                               |
| ------ | ------------------- | ------- | -------------- | ------------ | ---------------------- | ------------------ | --- | -------------------------------------------------- |
| MS     | Maria               | 2016    | 150            | 110          | 29,86 / 5,25           |                    | gebaut auf der Schiffswerft Bolle GmbH in Derben; ENI 04812350                                                                   | Maria zu Tal auf der Spree an der Friedrichsbrücke |
| MS     | Adele               | 2004    | 120            | -            | 26,23 / 5,08           |                    | gebaut auf der Schiffswerft Bolle GmbH in Derben; zusammenschiebbares Panorama-Dach                                              | Adele vor dem Regierungsviertel                    |
| MS     | Capt. Morgan        | 1953    | 150            | 064–90       | 24,72 / 5,80           | ex Kattwiek        | | Capt. Morgan im April 2015 vor der Marschallbrücke |
| MS     | Summerwind          | 2001    | 120            |              | 23,97/5,08             |                    | Schiffs-Cabrio |                                                    |
| MS     | Sunshine            | 2000    | 84             |              | 18,08/5,08             |                    | Schiffs-Cabrio |                                                    |
| MS     | Lord                | 1955    | 023            | 23           | 14,13/3,20             | ex Jan Ostermann   | Barkasse und komplett zu öffnendes Glasdach                                                                                      |                                                    |
| MS     | Oranje Nassau       |         | 073–75         | –            | 17,85/4,05             |                    | Nach Amsterdamer Vorbild in Baarle-Nassau gebautes Grachtenboot. Der Passagierraum ist beheizbar, das Dach kann geöffnet werden. |                                                    |
| MS     | Prins Bernhard      |         | 073–75         | –            | 17,85/4,05             |                    | |                                                    |
| MS     | Koningin Wilhelmina |         | 073–75         | –            | 16,45/4,05             |                    | Panoramaboot mit Glasschiebedach; umgerüstet: E ENI 0560394                                                                      |                                                    |
| MS     | Libelle             |         | 025            | 025          |                        |                    | | Barkasse                                           |

- Homepage von BWS Wassertaxi erneut abgerufen am 26. April 2024.

### Weisse Flotte Potsdam
Das Fahrgastschifffahrtsunternehmen Weisse Flotte Potsdam GmbH hat seinen Sitz in der brandenburgischen Landeshauptstadt Potsdam. Das heutige Unternehmen wurde offiziell am 1. Januar 1959 gegründet. Seine Wurzeln reichen bis zur 1888 gegründeten Spree-Havel-Dampfschiffahrts-Gesellschaft zurück. Per Sommer 2019 fahren im Auftrag der Weissen Flotte 11 Fahrgastschiffe auf überwiegend festen Linien.
- Homepage Weisse Flotte Potsdam, abgerufen am 7. November 2017.

### Winkler
Die Reederei Bruno Winkler besitzt mehrere Motorschiffe. Sie hat seit 1997 ihren Sitz in Berlin-Charlottenburg unweit der Hauptanlegestelle am Charlottenburger Ufer. Die Gebrüder Winkler begründeten die Reederei in Rüdersdorf bei Berlin, verließen die DDR aber 1953. Im Jahr 1953 übernahm Bruno Winkler die Leitung des Unternehmens, das nun in West-Berlin agierte. Nach der Wende dehnte das Unternehmen seine Ausflugstouren wieder auf alle Berliner Gewässer aus. Winkler unterhält vier eigene Anlegestellen und vier Schiffe, die aus unterschiedlichen Bauzeiten stammen. Bruno Winklers Tochter Antje Winkler führt das Unternehmen.
Die Flotte
Für den Ausflugs- und Charterverkehr in Berlin werden auf der Spree, dem Landwehrkanal und den Seen um Berlin (Großer Wannsee, Kleiner Wannsee, Müggelsee) die folgenden vier Schiffe eingesetzt (Stand September 2012):
| Präfix | Name des Schiffes | Baujahr | Gesamt- plätze | Plätze innen | Länge/Breite in Metern | frühere(r) Name(n) | Bemerkung                                                                                                 | Bild                                                    |
| ------ | ----------------- | ------- | -------------- | ------------ | ---------------------- | ------------------ | --- | ------------------------------------------------------- |
| MS     | Bellevue          | 2007    | 220            | 140          | 39,00/8,20             |                    | 2007 in Betrieb genommen                                                                                  |                                                         |
| MS     | Charlottenburg    | 1997    | 250            | 136          | 43,02 / 6,88           |                    | Innenraum klimatisiert, steht laut Homepage des Unternehmens 2024 nicht für Charterfahrten zur Verfügung. | Charlottenburg am Anleger Friedrichstraße/Reichstagufer |
| MS     | Fortuna!          | 2005    | 300            | 150          | 47,60/7,00             |                    | 2005 in Betrieb genommen; Innenraum klimatisiert                                                          |                                                         |
| MS     | Spreekrone        | 1994    | 350            | 233          | 52,50/8,18             |                    | Panoramasalon; Gastronomie an Bord; Tanzfläche vorhanden 2000 verlängert auf heutiges Maß                 |                                                         |

- Homepage der Reederei Bruno Winkler abgerufen am 31. August 2024.

### Wolff, Roderich
Die Reederei wurde 1997 als Familienunternehmen mit Schiffsrestauration gegründet. Die Reederei hat ihren Firmensitz in Berlin-Charlottenburg unweit vom Heimatanleger Tegeler Weg.
Die Flotte
| Präfix | Name des Schiffes | Baujahr | Gesamt- plätze | Plätze innen | Länge/Breite in Metern | frühere(r) Name(n)                                          | Bemerkung | Bild                              |
| ------ | ----------------- | ------- | -------------- | ------------ | ---------------------- | ----------------------------------------------------------- | --- | --------------------------------- |
| MS     | Kreuz As          | 1929    | 150            | 150          | 39,08/5,65             |                                                             | Als Dampfschiff gebaut auf der Werft Gebrüder Wiemann in Brandenburg an der Havel. Umbau auf Dieselmotor 1957/58; 1982 in Haren (Ems) technisch überholt und modernisiert | Die Kreuz As am Tegeler Weg, 2009 |
| MS     | Nostalgie         | 1928    | 060            | 045          | 22,6/4,03              | ex. Rheingold bei Clausen; ex. Musel-Nostalgie in Luxemburg | Als Dampfschiff in Oberwinter für Eigner in Bingen am Rhein gebaut, später auf Dieselmotor umgerüstet. Die Nostalgie kam 1997 nach Berlin.                                | Gegenüber Reichstagufer           |

- Reederei Wolff, Flotte, abgerufen am 2. November 2024

## Wasserfahrzeuge mit besonderer Verwendung
Aufgenommen in die Liste werden auch Wasserfahrzeuge mit festen Liegeplätzen und nicht vorhandenem Eigenantrieb.

### Restaurant-, Seminar- und Charterschiffe

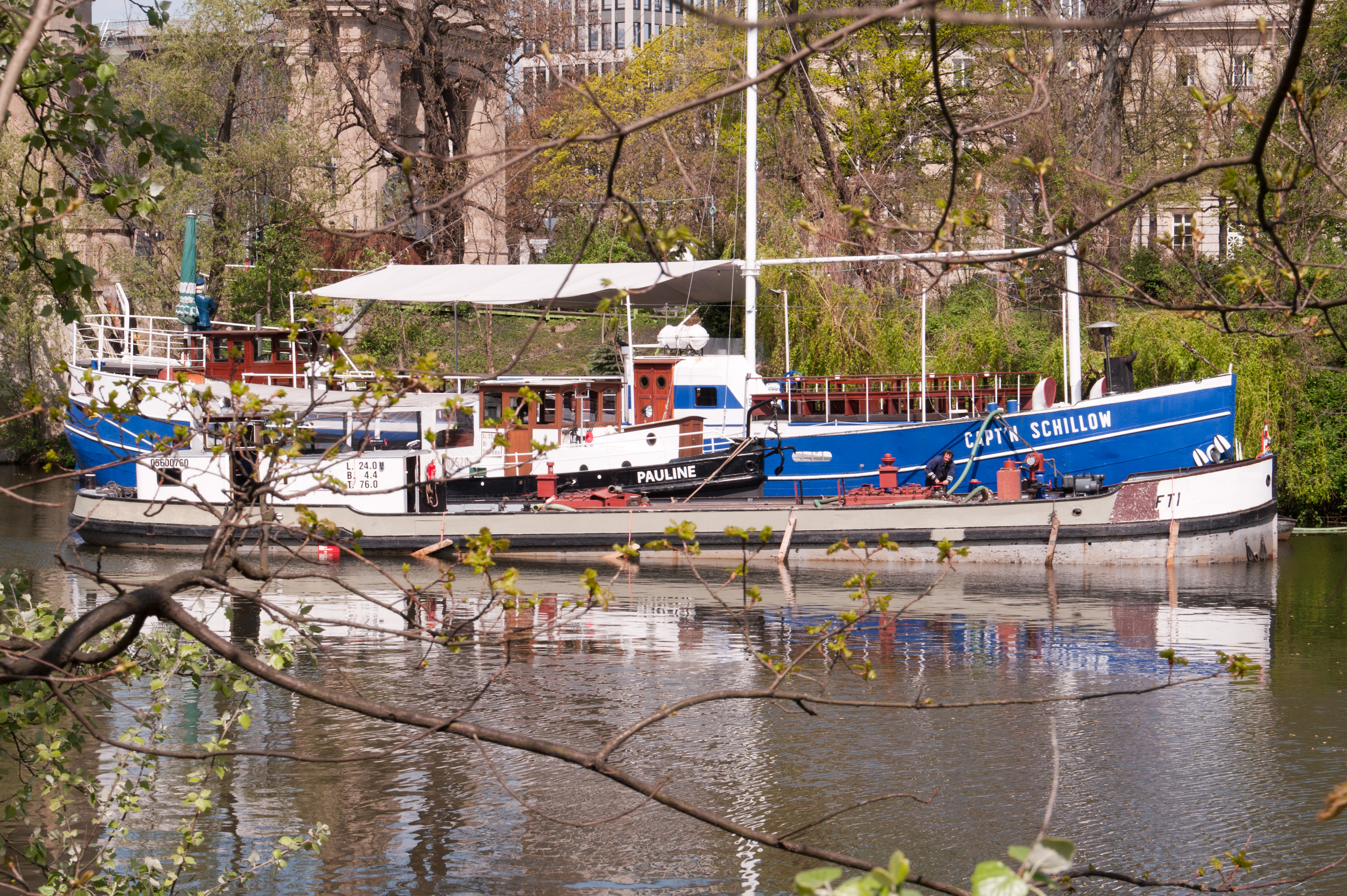
Capt’n Schillow und Pauline im Landwehrkanal; 2012

- Restaurantschiff Capt’n Schillow, etwa 25 m lang, liegt seit 1997 am Liegeplatz Straße des 17. Juni/Am Charlottenburger Tor. Es wurde 1909 als stählernes Segelschiff auf der Werft Johann Thormälen in Elmshorn gebaut und auf den Namen Engelke up de Müre getauft. Es diente als Zementtransporter auf der Elbe. 1943 wurde es nach Cuxhaven verkauft und nach Umbau (Verlängerung, Erhöhung plus Decksaufbauten) als Küstenmotorschiff hauptsächlich im Handel mit Skandinavien eingesetzt. Im Jahr 1984 gelangte das Schiff an den Emdener Yacht Club, der den Segler als Vereinssitz nutzte. Im Spätherbst 1986 erwarb ein Privatmann aus Berlin das Schiff und ließ es zu einem Restaurantschiff umbauen. Mit der Neuinbetriebnahme erhielt es den Namen des Kapitäns Werner Schillow, Schiffsmakler und Nautiklehrer in Hamburg und Berlin sowie Begründer einer 1908 in Berlin ansässigen Reederei.[52][53]
- Restaurantschiff Van Loon, liegt seit 2001 im Urbanhafen in Berlin-Kreuzberg
 Es ist ein einem historischen Segelschiff nachempfundener 31 m langer Nachbau.[53]
- Restaurantschiff Alte Liebe mit Liegeplatz in Berlin-Grunewald an der Havel am Postfenn/Havelchaussee. Das aktuelle Schiff entstand ursprünglich als Elbdampfer und ersetzte im Jahr 1970 nach Umbau den Vorgänger, dessen Namen es übernahm.[53] SpreeArche

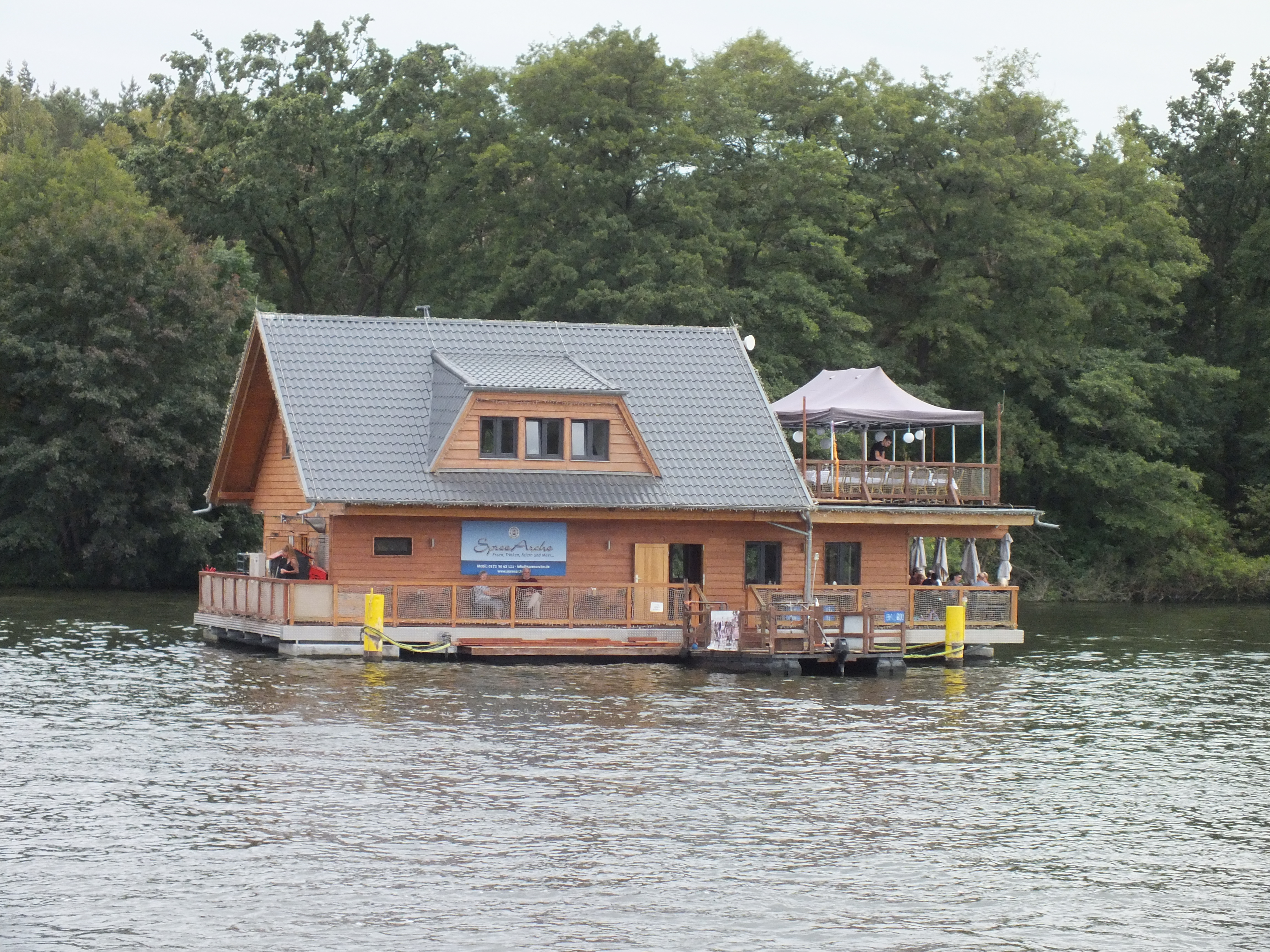
SpreeArche

- Restaurantschiff SpreeArche, gestaltet wie ein Floß mit repräsentativem Holzaufbau, befand sich in Berlin-Friedrichshagen, zog aber in den späten 2010er Jahren nach Baumschulenweg in die Nähe des Treptower Parks um. Es liegt komplett im Wasser, die Besucher müssen klingeln und werden mit einem kleinen Boot am Ufer abgeholt.[53]
- Restaurantschiff Klipper im Bereich Berlin-Plänterwald
 Es entstand um 1880 als Segelboot und wurde im Jahr 2001 zu einem Restaurantschiff umgebaut. Originell sind die Namen der angebotenen kleinen Gerichte, beispielsweise Rettungsinsel (Matjeshering und Rollmops mit Pumpernickel) oder Käpt’n-Smoker-Platte (Honig- und Kräuterlachs, Rührei und Nordseekrabben). Besucher des Klipper können auch an Bord frisch geräucherte Fische essen oder mit kleinen Ausflugsschiffen Fahrten zur Berliner Innenstadt oder über den großen Müggelsee unternehmen.[53]

- Restaurantschiff Patio hat seinen Liegeplatz im Hansaviertel. Nach Einschätzung der Schiffsbetreiber handelt es sich um ein besonders edles Schiff mit hochwertigen Speiseangeboten. Es besitzt ein Glasdach und im unteren Teil eine Bar, in welcher Cocktails und Weine angeboten werden.[53]

- Auf dem ehemaligen Heckradmotorschlepper Jeseniky wurde der Decksaufbau als Restaurant ausgebaut, das unter dem Namen Deckshaus firmiert. Es liegt fest vertäut in Berlin-Mitte im Historischen Hafen. Es ist vor allem Treffpunkt von ehemaligen Seeleuten, Binnenschiffern und Freunden der Reederei Rostock.[53]

- Charterschiff Pauline: 1901 als Schleppdampfer für Hafenfahrten gebaut. Nach Umbau und Restaurierung als Charterschiff für maximal 50 Passagiere auf Berlins Wasserstraßen im Einsatz.

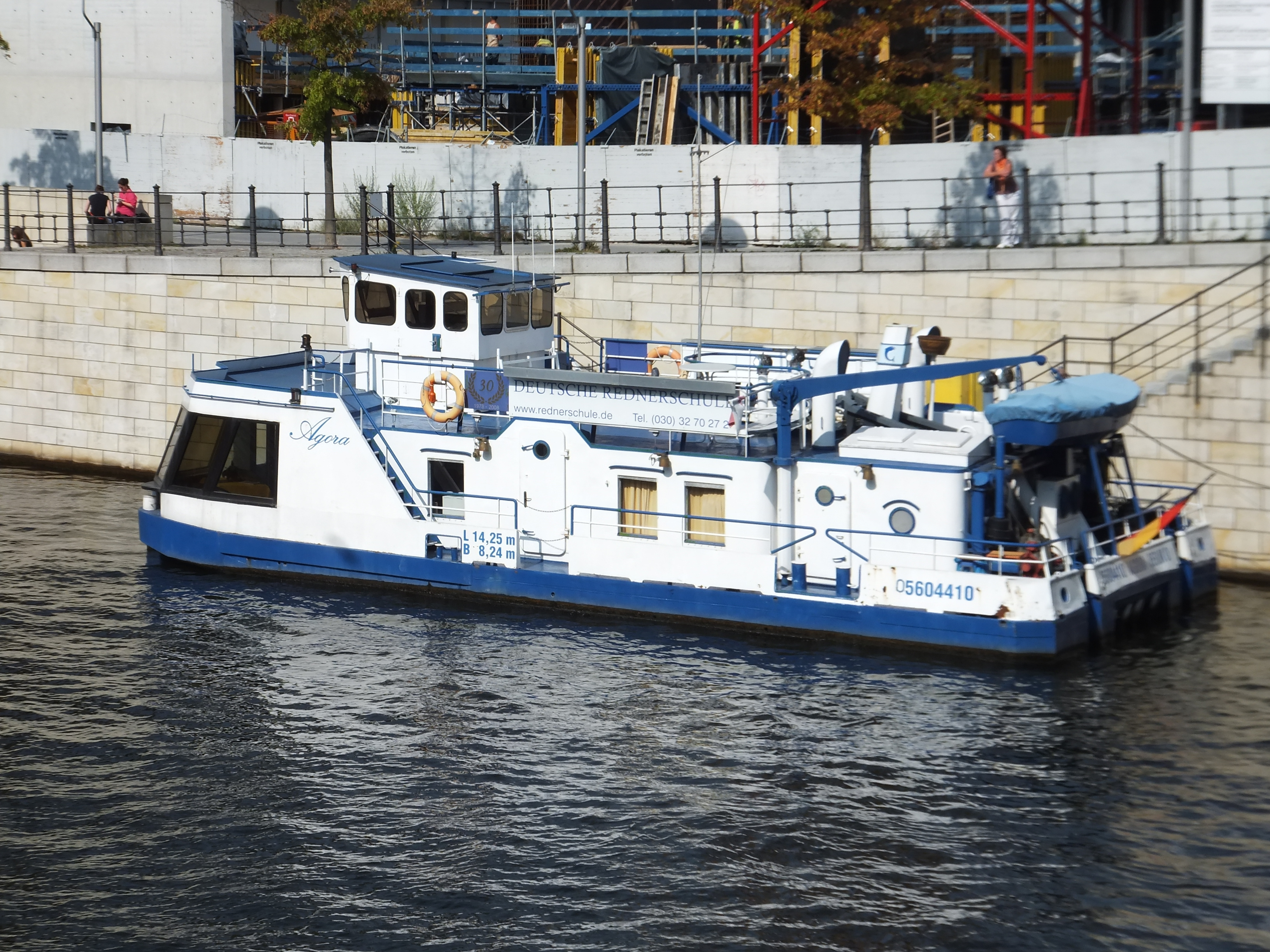
Agora

- Agora, ein Seminarschiff, betrieben von der 1991 gegründeten Berliner Rednerschule. Das Schiff entstand durch Totalumbau eines Schubschiffes vom Typ Kanalschubschiff Typ 190 Z (KSS 23). Es ist 14,25 m lang und 8,24 m breit.[54]

### Hotelschiffe
- Eastern Comfort: 1991 im Auftrag der Weißen Flotte Potsdam auf einer Genthiner Werft als Hotelschiff gebaut, auf den Namen Friedrich der Große getauft. Im Jahr 2000 verkauft nach Wilhelmshaven, wo es den Namen Rüstringer Friese erhielt und während der Expo 2000 dort genutzt wurde. Nach dem Bankrott des Eigentümers lag das Schiff ungenutzt bis zum Jahr 2005 in Wilhelmshaven. Dann kaufte es Edgar Schmidt von Groeling und brachte es nach Berlin. Hier liegt es an der Spree nahe der Oberbaumbrücke auf der Friedrichshainer Seite an der Mühlenstraße und dient als Backpacker-Hostelboat.[55]
- Western Comfort: Im 21. Jahrhundert zusätzlich vom gleichen Eigner in Betrieb genommen. Dient als weiteres Backpacker-Hostelboat.[56]

### Theaterschiff
Im Sommer 2023 liegt das Theaterschiff MS Goldberg in Berlin-Spandau, an der Hermann-Oxfort-Promenade unterhalb der Dischingerbrücke. Das Schiff wurde am 23. Mai 2022 in Berlin als Kulturschiff eingeweiht. Eigner sind jüdische Kulturschaffende mit Peter Sauerbaum als Direktor. Die 16 Teammitglieder spielen Theaterstücke, auch Konzerte oder organisieren Gespräche mit Prominenten zu aktuellen Themen. Der Liegeplatz ist nicht stationär, so dass das Schiff auch an anderen Orten innerhalb von Berlin aber auch außerhalb festmachen kann.

## Ehemalige Reedereien
- Bauer (Friedrichshagen)
 Dampfschiffe Berolina, Berolina II und Friedrich der Große wurden im Juni 1946 als Reparationsleistung an die Sowjetunion abgegeben.[58]
- Göpfert
 Dampfschiff Gustav Adolf wurde im Juni 1946 als Reparationsleistung an die Sowjetunion abgegeben.[58]
- Karl Hintze (Woltersdorf)
 Motorschiff Tempo wurde im Juni 1946 als Reparationsleistung an die Sowjetunion abgegeben.[58]
- Kieck
 Dampfschiff Gertrud (1896 erbaut) wurde 1918 an Russland verkauft; lief dort als Ridzinieks und später in der UdSSR als Uran.
 Dampfschiff Columbus wurde im Juni 1946 als Reparationsleistung an die Sowjetunion abgegeben.[58]
- M. Brosch / Richard Winter
 Dampfschiff Erna wurde im Juni 1946 als Reparationsleistung an die Sowjetunion abgegeben.[58]
- Müller und Söhne (Erkner)
 Motorschiffe Imperator II, Bremen (vormals: Deutschland) und Fortuna wurden im Juni 1946 als Reparationsleistung an die Sowjetunion abgegeben.[58]
- Nobiling
 Dampfschiffe Vaterland und Wintermärchen II wurden im Juni 1946 als Reparationsleistung an die Sowjetunion abgegeben.[58]
- Otto Krüger
 Dampfschiff Sanscouci wurde im Juni 1946 als Reparationsleistung an die Sowjetunion abgegeben.[58]
- Schünecke
 Dampfschiff Marie Luise (vormals: Deutschland) wurde im Juni 1946 als Reparationsleistung an die Sowjetunion abgegeben; lief in der UdSSR als Zubatka.[58]
- Selpin (Marienwerder)
 Dampfschiffe Fritz 1 und Fritz 2 wurden im Juni 1946 als Reparationsleistung an die Sowjetunion abgegeben.[58]
- Spree-Havel-Dampfschiffahrtsgesellschaft
 Dampfschiff Elli Magda wurde im Juni 1946 als Reparationsleistung an die Sowjetunion abgegeben.[58]
- Verein Grüne Heimat
 Motorschiff Baldur wurde im Juni 1946 als Reparationsleistung an die Sowjetunion abgegeben.[58]

## Übergreifende Weblinks
- Schiffsliste. berliner-verkehr.de; abgerufen am 3. Dezember 2021